# Sufetula
Sufetula är ett släkte av fjärilar. Sufetula ingår i familjen Crambidae.

## Dottertaxa tillSufetula, i alfabetisk ordning[1]
- Sufetula albicans
- Sufetula alychnopa
- Sufetula bilinealis
- Sufetula brunnealis
- Sufetula chagosalis
- Sufetula choreutalis
- Sufetula cyanolepis
- Sufetula dematrialis
- Sufetula diminutalis
- Sufetula dulcinalis
- Sufetula flexalis
- Sufetula grumalis
- Sufetula hemiophthalma
- Sufetula hypochiralis
- Sufetula hypochropa
- Sufetula macropalpia
- Sufetula melanophthalma
- Sufetula metallias
- Sufetula minimalis
- Sufetula minuscula
- Sufetula nigrescens
- Sufetula nitidalis
- Sufetula obliquistrialis
- Sufetula polystrialis
- Sufetula rectifascialis
- Sufetula sacchari
- Sufetula sufetuloides
- Sufetula sunidesalis
- Sufetula sythoffi
- Sufetula trichophysetis